# Export Control Classification Number
Die Export Control Classification Number (kurz ECCN) ist eine alphanumerische Kennzeichnung für Exportgüter mit US-amerikanischem Ursprung.
Die ECCN wird innerhalb der amerikanischen Commerce Control List (CCL) des Bureau of Industry and Security verwendet, um Güter, die dem amerikanischen Exportkontrollrecht unterliegen, zu identifizieren. Die ECCN ist i. d. R. 5-stellig und beginnt mit einer Ziffer zwischen 0 und 9 (Kategorie), gefolgt von einem der fünf Buchstaben von A bis E (Produktgruppe, Gattung). Daran schließen sich 3 Ziffern (Kennung) an, z. B. 3A001. Ggf. wird die Kennung produktspezifisch noch durch Buchstaben und einer Zahl weiter unterteilt, z. B. 3A001.b.4.b oder 3A001.b.8.
Einen Sonderfall stellt die ECCN EAR99 dar. Diese ist für alle Güter reserviert, die zwar unter die Zuständigkeit des Handelsministeriums der Vereinigten Staaten fallen, aber nicht in der Commerce Control List aufgeführt sind. Darunter fallen aus Sicht der US-Behörden auch alle Güter, die zwar außerhalb der USA, aber mit Hilfe von US-Technologie oder US-Software hergestellt wurden.
Die ECCN entspricht normalerweise der deutschen Ausfuhrlistennummer, da die Kategorien 1 bis 9 aus dem Wassenaar-Abkommen stammen. Allerdings enthält die Commerce Control List mehr Güter als die deutsche Ausfuhrliste.
Tabelle: Kategorien
| Commerce Control List Kategorie                                           | Kategorie der deutschen Ausfuhrliste (AL)                    |
| ------------------------------------------------------------------------- | ------------------------------------------------------------ |
| 0 = Nuclear materials, facilities and equipment (and miscellaneous items) | 0 = Kerntechnische Materialien, Anlagen und Ausrüstung       |
| 1 = Materials, Chemicals, Microorganisms and Toxins                       | 1 = Werkstoffe, Chemikalien, Mikroorganismen und Toxine      |
| 2 = Materials Processing                                                  | 2 = Werkstoffbearbeitung                                     |
| 3 = Electronics                                                           | 3 = Allgemeine Elektronik                                    |
| 4 = Computers                                                             | 4 = Rechner                                                  |
| 5 = Telecommunications and Information Security                           | 5 = Telekommunikation und Informationssicherheit             |
| 6 = Sensors and Lasers                                                    | 6 = Sensoren und Laser                                       |
| 7 = Navigation and Avionics                                               | 7 = Luftfahrtelektronik und Navigation                       |
| 8 = Marine                                                                | 8 = Meeres- und Schiffstechnik                               |
| 9 = Propulsion Systems, Space Vehicles, and Related Equipment             | 9 = Antriebssysteme, Raumfahrzeuge und zugehörige Ausrüstung |

Jede Kategorie wird noch einmal in Produktgruppen (Gattungen) unterteilt:
Tabelle: Produktgruppen
| ECCN-Produktgruppe                           | AL-Gattung                                 |
| -------------------------------------------- | ------------------------------------------ |
| A: Systems, Equipment and Components         | A: Systeme, Ausrüstung und Bestandteile    |
| B: Test, Inspection and Production Equipment | B: Prüf-, Test- und Herstellungsausrüstung |
| C: Material                                  | C: Werkstoffe und Materialien              |
| D: Software                                  | D: Datenverarbeitungsprogramme (Software)  |
| E: Technology                                | E: Technologie                             |

Anhand der Kennnummer und den Bestimmungen in der CCL kann ein Exporteur entscheiden, für welche Produkte für bestimmte Länder nach US-Recht Ausfuhrgenehmigungspflichten bestehen, also der US-Reexportkontrolle unterliegen.